# テクネチウム99m
テクネチウム99m（Technetium-99m、99mTc）は、テクネチウムの同位体たるテクネチウム99の準安定核異性体である。年間数千万件の医療診断に使用されており、世界で最も頻用されている医療用放射性同位元素である。
テクネチウム99mは、放射性トレーサーとして使用され、医療機器（ガンマカメラ）によって体内から検出することができる。テクネチウム99mは、光子エネルギー141keVの検出可能なガンマ線を放出し（この8.8pmの光子は、従来のX線診断装置が放出するのとほぼ同じ波長である）、ガンマ線放出の半減期が6.0058時間（つまり、24時間で93.7%が99Tcに崩壊する）であることから、この役割に適している。同位体の物理的半減期が比較的「短く」、生物学的半減期が1日であることから（人間の活動や代謝の観点から）、迅速にデータを収集しつつ、患者の総被曝量を低く抑えることができる造影方法が可能となる。しかしこの特性により、この同位体は治療目的での使用には適していない。
テクネチウム99mは、モリブデンにサイクロトロン照射した際の生成物として発見された。この方法では、半減期の長い（2.75日）モリブデン99が生成し、テクネチウム99mに崩壊する。この崩壊時間の長さにより、99Moを医療施設に輸送することができ、生成されたサンプルから99mTcが抽出される。一方、99Moは通常、いくつかの国にある少数の研究・材料試験用原子炉で高濃縮ウランを核分裂させることで商業的に作られる。

## 歴史

### 発見
1938年、エミリオ・セグレとグレン・シーボーグは、アーネスト・オーランド・ローレンス放射線研究所の37インチ（940mm）サイクロトロンで、天然のモリブデンに8MeVの重陽子を照射し、準安定同位体テクネチウム99mを初めて単離した。 1970年、シーボーグは次のように説明している。
私達は、科学的に非常に興味深い同位体を発見しました。何故ならこの同位体は、ほぼ完全に内部転換されたガンマ線遷移から電子の線スペクトルを放出する異性体遷移によって崩壊したからです。（実際には、内部転換による崩壊は全体の12％に過ぎませんでしたが...。）これは、それまで一度も観測されたことのない放射性崩壊の形態でした。セグレと私は、この原子番号43の元素の放射性同位体が半減期6.6時間（後に6.0時間に更新）で崩壊し、それが半減期67時間（後に66時間に更新）のモリブデン（親核種）の娘であることを示すことが出来ました。後にこの崩壊前後の元素の質量数が99であることが示され、（中略）6.6時間で崩壊する元素は「テクネチウム99m」という呼称を与えられました。
その後、1940年にエミリオ・セグレと呉健雄がモリブデン99を含むウラン235の核分裂生成物を分析した結果、半減期6時間の43番元素の異性体の存在を検出し、後にテクネチウム99mと命名した。

### 初期の医学的応用

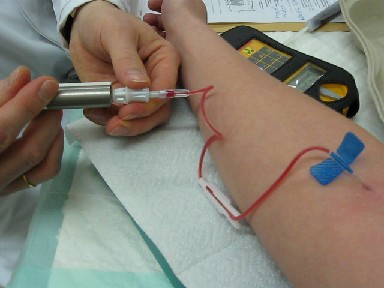
遮蔽シリンジから注射されるテクネチウム

99mTcは、1950年代にパウエル・リチャーズが医療用放射性同位体としての可能性に気付き、医療関係者の間でその使用を促進するまでは、科学的好奇心の対象としてのみの存在であった。リチャーズがブルックヘブン国立研究所のホットラボ部門で放射性同位元素の製造を担当していた頃、ウォルター・タッカーとマーガレット・グリーンは、ブルックヘブン国立研究所で製造されたテルル132（半減期3.2日の親核種）から溶出する短命の娘核種であるヨウ素132の分離プロセスの純度を向上させる方法を研究していた。彼らは99mTcと判明した微量の汚染物質を検出したが、これは99Moから来たもので、他の核分裂生成物の分離プロセスの化学的性質においてテルルに類似していた。テルルとヨウ素の親娘ペアの化学的性質の類似性に基づいて、タッカーとグリーンは1958年に最初のテクネチウム99m発生装置を開発した。リチャーズがテクネチウムを医療用トレーサーとして使用するアイデアを初めて提案したのは1960年のことだった。ソレンセンとアーシャンボウは、静脈内に注入されたキャリアフリーの99Moが選択的かつ効率的に肝臓に濃縮され、99mTcの内部発生装置となることを実証した。99mTcが蓄積した後、彼らは141keVのガンマ線放出を使って肝臓を可視化することができた。

### 世界展開
ガンマカメラの開発と継続的な改良により、1960年代には99mTcの生産と医療利用が世界中で急速に拡大した。

### 供給不足
2000年代後半にテクネチウム99mが世界的に不足したのは、半減期が66時間しかないモリブデン99の世界供給量の約3分の2を供給していた老朽化した2つの原子炉（NRUとHFR）が長期メンテナンスのために繰り返し停止したためである。2009年5月、カナダ原子力公社はNRUの原子炉で少量の重水漏れが検出されたことを発表し、2010年8月に修理が完了するまで運転を停止した。2008年8月に1次冷却水回路の変形部分の1か所からガスバブルジェットの放出が観測された後、HFR炉は徹底的な安全調査のために停止された。NRG社は2009年2月、医療用放射性同位元素の製造に必要な場合に限り、HFRを運転できる一時的なライセンスを取得した。HFRは2010年の初めに修理のために停止し、2010年9月に再稼働した。
1990年代に建設されたカナダの代替原子炉2基（MAPLE反応炉参照）は、安全上の理由から運転開始前に閉鎖された。 2018年5月には、ミズーリ州コロンビアに建設される新しい生産施設の建設許可が出された。

## 核特性
テクネチウム99mは、質量数99の後に「m」が付いているように、準安定核異性体である。これは、原子核が通常よりも長く励起状態にある崩壊生成物であることを意味する。原子核は、ガンマ線や内部転換電子の放出により、最終的には脱励起して基底状態になる。これらの崩壊様式はいずれも、テクネチウムを別の元素に変換することなく核子を再編成する。
99mTcは主にガンマ線放出によって崩壊するが、その割合は88%よりやや少ない。(99mTc → 99Tc + γ) このガンマ崩壊の約98.6%は140.5keVのガンマ線になり、残りの1.4%は僅かに高い142.6keVのエネルギーのガンマ線になる。これらの放射線は、99mTcが医療画像診断用の放射性トレーサーとして使用される際に、ガンマカメラで拾われる放射線である。残りの約12％の99mTcの崩壊は内部転換によるもので、その結果、高速の内部転換電子が（この種の崩壊の電子によく見られるように）同じく約140keVのいくつかの鋭いピークを伴って放出される（99mTc → 99Tc+ + e-）。これらの変換電子は、ベータ線の電子と同じように周囲の物質をイオン化し、140.5keVおよび142.6keVのガンマ線とともに総被曝線量に寄与する。
純粋なガンマ線放出は、医療用画像処理に望ましい崩壊様式である。他の粒子がカメラよりも患者の体に多くのエネルギー（放射線量）を蓄積するためである。準安定同位体転移は、純粋なガンマ線放出に近い唯一の核崩壊様式である。
99mTcの半減期は6.0058時間で、殆どの核異性体に比べてかなり長い（少なくとも14桁）が、唯一無二ではない。この半減期は、他の多くの既知の放射性崩壊様式に比べるとまだ短く、医療用画像診断に使用される放射性医薬品の半減期の範囲の中央に位置している。
ガンマ線放出または内部転換の後、得られた基底状態のテクネチウム99は、半減期211,000年で安定核種のルテニウム99に崩壊する。この過程では、ガンマ線を伴わない弱いベータ線が放出される。このように娘核種からの放射能が少ないことは、放射性医薬品として望ましい特徴である。
{\displaystyle {\ce {^{99\!m}_{43}Tc->[{\ce {\gamma \ 141keV}}][{\ce {6h}}]{}_{43}^{99}Tc->[{\ce {\beta ^{-}\ 249keV}}][211,000\ {\ce {y}}]\overbrace {\underset {(stable)}{^{99}_{44}Ru}} ^{ruthenium-99}}}}

## 製造

### 核反応炉内での99Mo 生成
235U への中性子照射
99mTcの親核種である99Moは、主に中性子照射された235U塊内で生成された核分裂生成物から医療目的で抽出されるが、その大部分は高濃縮ウラン（HEU）を用いて世界の5つの研究用原子炉で生産されている。 より少量の99Moが、少なくとも3つの原子炉で低濃縮ウラン（LEU）から生産されている。
| タイプ       | 原子炉         | 所在地         | 標的塊/燃料 | 臨界年 |
| ------------ | -------------- | -------------- | ----------- | ------ |
| 大規模製造者 | NRU (廃止)     | カナダ         | HEU/LEU     | 1957   |
| 大規模製造者 | BR2            | ベルギー       | HEU/HEU     | 1961   |
| 大規模製造者 | SAFARI-1       | 南アフリカ     | LEU/LEU     | 1965   |
| 大規模製造者 | HFR            | オランダ       | HEU/LEU     | 1961   |
| 大規模製造者 | Osiris reactor | フランス       | LEU/HEU     | 1966   |
| 地域製造者   | OPAL           | オーストラリア | LEU/LEU     | 2006   |
| 地域製造者   | MPR RSG-GAS    | インドネシア   | LEU/LEU     | 1987   |
| 地域製造者   | RA-3           | アルゼンチン   | LEU/LEU     | 1961   |
| 地域製造者   | MARIA          | ポーランド     | HEU/HEU     | 1974   |
| 地域製造者   | LVR-15         | チェコ         | HEU/HEU     | 1957   |

98Mo の中性子放射化
天然のモリブデン、または98Moを濃縮したモリブデンを中性子で活性化することによる99Moの製造法は、現在のところ、別の製造ルートとしての規模は小さい。

### 粒子加速器中での99mTc/99Mo 生成
99mTc の簡易製造法
1971年に医療用サイクロトロンで100Mo塊に22MeVの陽子を照射して99mTcを製造する可能性が示された。最近の99mTcの不足により、同位体濃縮された100Mo塊（99.5%以上）に陽子を照射し、100Mo(p、2n)99mTc反応を起こさせることによる「簡易」99mTc製造法への関心が再び高まった。カナダでは、99mTc製造のためにAdvanced Cyclotron Systems社が設計したサイクロトロンをアルバータ大学とシャーブルック大学で稼働させており、ブリティッシュコロンビア大学、TRIUMF、サスカチュワン大学、レイクヘッド大学でも計画されている。
サイクロトロンを用いた100Mo(p、2n)99mTc反応による99mTc生成の欠点は、基底状態の99Tcが大量に共生産されることである。この核種が優先的に成長するのは、基底状態に至る反応断面積の経路が大きいためであり、同じエネルギーでの準安定状態と比較して、断面積の最大値では約5倍にもなる。Mo塊の処理と99mTcの回収に要する時間に応じて、基底状態の99mTcの量は減少し続け、結果的に利用可能な99mTcの比活性が低下し、その後の標識化やイメージングに悪影響を及ぼす可能性がある。処理の合理化に役立つ液体金属モリブデン含有塊が提案されている。
99Mo の間接的製造法
他の粒子加速器を用いた同位体製造技術も研究されている。2000年代後半に99Moの供給が途絶えたことと、生産する原子炉の老朽化により、産業界は生産の代替方法を検討する必要に迫られた。 サイクロトロンまたは電子加速器を使用して、それぞれ(p、2n)または(γ、n)反応を介して100Moから99Moを製造する方法が更に研究されている。100Moの(n、2n)反応は、熱中性子を用いた98Moの(n、γ)反応よりも高エネルギー中性子に対する高い反応断面積を齎す。 特にこの方法は、D-Tや他の核融合に基づく反応、あるいは高エネルギーの核破砕反応やノックアウト反応を用いたものなど、高速中性子スペクトルを生成する加速器を必要とする。 これらの技術の欠点は、濃縮された100Mo塊を必要とすることであり、これは天然の同位体塊よりもかなり高価であり、一般的には材料のリサイクルが必要であり、これはコストが掛かり、時間が掛かり、大変な作業となる。

### 99mTc 発生装置
99mTcは半減期が6時間と短いため、保管が不可能であり、輸送コストも非常に高くなる。その代わり、親核種である99Moは、中性子照射されたウラン塊から抽出され、専用の処理施設で精製された後、病院に供給される。99mTcは、専門の放射性医薬品会社によって99mTc発生装置の形で世界中に出荷されるか、または地域の市場に直接配布される。搾乳器と俗称されるこの製造機は、輸送のための放射線遮蔽を施され、医療機関で行う抽出作業を最小限にするために設計された装置である。99mTc製造機から1m離れた場所での典型的な線量率は、輸送中に20～50μSv/hである。 99Moの半減期は66時間しかないため、製造機の出力は時間と共に低下するので、毎週交換しなければならない。
99Moは、ベータ崩壊によって99Tcの励起状態に自発的に崩壊する。そのうち87％以上が142keVの励起状態である99mTcに至る。その際、電子β−
 と電子反ニュートリノν 
eが放出される（99Mo → 99mTc + β−
  + ν 
e）。この電子β−
 は輸送時に容易に遮蔽され、99mTc発生装置は、主に電子によって生成される二次的なX線（制動放射としても知られている）による僅かな放射線のみを放射する。

病院では、99Moの崩壊によって生成された99mTcは、99mTc製造機から化学的に抽出される。殆どの商用99Mo/99mTc発生装置は、水溶性モリブデン酸塩 MoO42-の形の99Moが酸性アルミナ（Al2O3）に吸着しているカラムクロマトグラフィーを使用している。99Moが崩壊すると、過テクネチウム酸TcO4-が生成されるが、このTcO4-は単電荷であるため、アルミナとの結合力は弱い。固定化された99MoO42-のカラムに通常の生理食塩水を通すと、可溶性の99mTcO4-が溶出し、過テクネチウム酸ナトリウムとして99mTcを含む生理食塩水が得られる。僅か数マイクログラムの99Moを含む1台の99mTc製造機は、1週間以上に亘って99mTcを生成し、10,000人の患者を診断できる可能性がある。

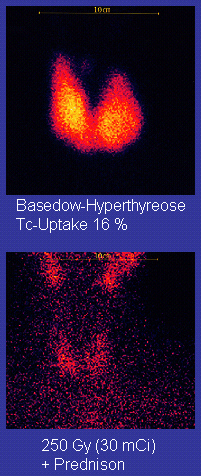
バセドウ病患者の頸部Tcシンチグラフィー

### 調製
テクネチウムは、過テクネチウム酸イオン TcO4− の形で生成器から取り出される。この化合物中のTcの酸化数は+7である。これが直接医療用途に適しているのは、骨造影（骨芽細胞に取り込まれる）と一部の甲状腺造影（正常な甲状腺組織にヨウ素の代わりに取り込まれる）のみである。99mTcを使用する他の撮影では、過テクネチウム酸溶液に還元剤を加えてテクネチウムの酸化数を+3または+4に還元し、次に配位子を加えて配位錯体を形成する。配位子は、標的となる特定の器官に親和性を持つように選択される。たとえば、酸化数が+3のTcのエキサメタジム錯体は、血液脳関門を通過して脳内の血管を流れ、脳血流イメージングを行うことができる。その他のリガンドとしては、心筋灌流画像用のセスタミビや、腎機能を測定するMAG3造影用のメルカプトアセチルトリグリシンなどがある。

## 医学的用途
1970年、製造機から99mTcを搾り取り患者に投与する際の化学的状態で提供するために必要なすべての成分を含む最初のキットが発表された。
99mTcは、毎年2000万件の診断用核医学検査に使用されている。核医学における画像診断の約85％がこの同位体を放射性トレーサーとして使用している。2000年に出版された「Technetium」という書籍には、脳、心筋、甲状腺、肺、肝臓、胆嚢、腎臓、骨、血液、腫瘍などの画像診断や機能研究に用いられる99mTcを含む31種類の放射性医薬品が掲載されている。2021年にもレビュー記事が執筆されている。
手技に応じて、99mTcは必要な場所に運ぶための薬剤にタグ付け（または結合）される。たとえば、99mTcをエキサメタジム（HMPAO）に化学的に結合させると、薬剤が血液脳関門を通過して脳内の血管を流れ、脳血流造影を行うことができる。この組み合わせは、感染部位を視覚化するための白血球の標識（99mTc標識WBC）にも使用される。99mTcセスタミビは、心臓内の血流の状態を示す心筋灌流造影に使用される。腎機能を測定するための画像は、99mTcをメルカプトアセチルトリグリシン（MAG3）でキレートしたもので撮影される。この手順はMAG3造影として知られている。
99mTcは、140.5keVのガンマ線を放出し（これは従来のX線診断装置が放出するのとほぼ同じ波長である）、ガンマ線放出の半減期は6時間である（つまり、24時間で94％が99Tcに崩壊する）ため、医療機器を用いて体内から容易に検出することができる。この同位体の物理的半減期が「短い」ことと、生物学的半減期が1日であること（人間の活動や代謝の観点から）から、データを迅速に収集しつつ、患者の総被曝量を低く抑えた造影方法が可能になる。

### 放射線の副作用
99mTcを用いた診断治療は、技術者、患者、通行人に放射線被曝を齎す。SPECT検査などの免疫シンチグラフィー検査に投与されるテクネチウムの典型的な量は、成人で400から1100MBq（11から30mCi）である。これは、胸部X線検査の約500回分に相当する10mSv（1000mrem）程度の放射線量に相当する。このレベルの放射線被曝は、患者が固形癌や白血病を発症する生涯リスクの1000分の1に相当する。このリスクは、若年層では高く、高齢層では低くなる。胸部X線検査とは異なり、放射線源は患者の体内にあるため、数日間は自分が放射線源となり、他の人が副次的に放射線を浴びることになる。この間、常に患者の傍に居る配偶者は、患者の1000分の1の放射線量を受けることになる。
同位体の半減期が短いため、データを迅速に収集することが可能である。また、この同位体はガンマ線を放出するものとしては非常に低いエネルギーレベルにある。エネルギーが約140keVであるため、他のガンマ線放出核種と比較してイオン化が大幅に減少し、より安全に使用することができる。99mTcのガンマ線のエネルギーは、市販の診断用X線装置の放射線量とほぼ同じであるが、放出されるガンマ線の数が多いため、放射線量はコンピュータ断層撮影のようなX線検査に匹敵する。
99mTcは、利用可能な他の同位体よりも安全性が高いという特徴がある。ガンマ崩壊モードはカメラで簡単に検出できるため、少量で使用可能である。また、99mTcは半減期が短いため、放射性物質の量が遥かに少ない99Tcに速やかに崩壊し、投与後の初期活動量当たりの患者の総放射線量は、他の放射性同位元素と比較して少ない。これらの医療検査で投与される形態（通常は過テクネチウム酸塩）では、99mTcおよび99Tcは数日以内に体外に排出される。

### 3D造影技術：SPECT
単一光子放射断層撮影（Single Photon Emission Computed Tomography、SPECT）は、ガンマ線を用いた核医学画像診断法の一つである。SPECTは、99mTcを含む、ガンマ線を放出するあらゆる放射性同位体を使用することができる。99mTcを使用する場合、放射性同位元素を患者に投与し、放出されたガンマ線を移動するガンマカメラに入射させて画像を計算・処理する。SPECT画像を取得するには、ガンマカメラを患者の周りで回転させる必要がある。回転中の決められたポイント（通常は3～6度毎）で投影画像を取得する。殆どの場合、最適な画像を再構成するために360°回転させて使用する。各投影の取得にかかる時間もさまざまであるが、通常は15～20秒である。これにより、総撮影時間は15～20分となる。
放射性同位元素である99mTcは、主に骨と脳の造影に使用される。骨造影では、過テクネチウム酸イオンが直接使用される。過テクネチウム酸イオンは、骨の損傷を治癒しようとする骨芽細胞に取り込まれたり、（場合によっては）骨腫瘍（原発性または転移性）に対する骨芽細胞の反応として取り込まれたりする。脳造影では、99mTcをキレート剤のHMPAOに結合させて、テクネチウム99mエキサメタジムを作る。この薬剤は、脳の領域の血流に応じて脳内に局在するため、脳の領域の血流や代謝が低下する脳卒中や痴呆性疾患の検出に有用である。
最近では、99mTcシンチグラフィとCTコレジストレーション技術（2つの画像の解像度を合わせる技術）を組み合わせて、SPECT/CT造影を行うようになった。これは、SPECT造影と同じ放射性物質を使用し用途も同じであるが、より細かい解像度が必要な場合に、高濃度に取り込まれた組織の3次元的な局在部位をより細かく確認することができる。たとえば、99mTcの錯体であるセスタミビを用いたセスタミビ副甲状腺造影は、SPECT装置でもSPECT/CT装置でも実施可能である。

### 骨造影
一般的に骨造影と呼ばれる核医学技術は、通常99mTcを使用する。これは、骨粗鬆症やその他の骨が再生せずに質量を失う病気を調べるために骨密度を測定する低被爆量のX線検査である「骨密度造影」（DEXA）とは異なる。核医学検査では、放射性医薬品が骨を作る骨芽細胞に取り込まれるため、骨の再構築に異常がある部分に敏感に反応する。従ってこの技術は、骨折や、転移を含む骨腫瘍に対する骨の反応にも敏感である。骨造影では、700 - 1、100MBq（19 - 30mCi）の99mTc-メドロン酸などの少量の放射性物質を患者に注射し、ガンマカメラで撮影する。メドロン酸はリン酸の誘導体で、骨の成長が盛んな場所では骨のリン酸塩と場所を交換することができるため、放射性同位元素をその特定の場所に固定することができる。特に脊椎の小さな病変（1センチメートル（0.39インチ）以下）を見るためには、SPECTイメージング技術が必要な場合がある。

### 心筋血流撮像法
心筋灌流画像（MPI）は、虚血性心疾患の診断に用いられる心臓機能画像の一種である。その原理は、ストレス下では、病的な心筋は正常な心筋よりも血流が少なくなるというものである。MPIは、いくつかの種類の心臓負荷試験の一つである。血液造影検査としての平均被曝量は9.4mSvで、典型的な2ビューの胸部X線（0.1mSv）と比較すると、胸部X線94枚分に相当する。
これにはいくつかの放射性医薬品や放射性核種が使用され、それぞれが異なる情報を提供する。99mTcを用いた心筋灌流造影では、放射性医薬品である99mTc-テトロホスミンまたは99mTc-セスタミビが使用される。続いて、心拍数を増加させるアデノシン、ドブタミン、ジピリダモールや、血管拡張剤であるレガデノソンなどを用いて、運動や薬理学的に心筋ストレスを誘発する。（アミノフィリンは、ジピリダモールやレガデノソンの効果を逆転させるために使用される）。その後、通常のガンマカメラまたはSPECT/CTで造影を行う。

### 心室造影法
心室造影では、放射性核種（通常は99mTc）を注入し、心臓を撮影して心臓内の流れを評価し、冠動脈疾患、心臓弁膜症、先天性心疾患、心筋症、その他の心疾患を評価する。血液造影検査の平均被曝量は9.4mSvで、一般的な2視野の胸部X線検査（0.1mSv）と比較すると、胸部X線検査94回分に相当する。この検査は、同等の胸部X線検査よりも患者の被曝量が少なくて済む。

### 脳機能撮像法
通常、脳機能撮像法に使用されるガンマ線放出トレーサーは、99mTc-HMPAO（ヘキサメチルプロピレンアミンオキシム、エキサメタジム）である。同様の99mTc-ECトレーサーが使用されることもある。これらの分子は、脳の血流が多い部位に優先的に分布し、脳の代謝を局所的に評価することで、認知症の原因となるさまざまな病態を診断・鑑別することを目的としている。3-D SPECT技術と併用することで、脳FDG-PET造影やfMRI脳造影と競合し、脳組織の局所的な代謝速度をマッピングする技術となる。

### センチネルリンパ節の識別
99mTcの放射性特性を利用して、乳癌や悪性黒色腫などの癌細胞を排出している主なリンパ節を特定することができる。この検査は通常、生検や切除の際に行われる。99mTcで標識したイソスルファンブルー色素を、生検予定部位の周囲に皮内注射する。センチネルリンパ節の一般的な位置は、生検部位の周囲に注入された99mTc標識硫黄コロイドを検出するガンマセンサープローブを備えた携帯型スキャナーを使用して決定される。その後、放射性核種が最も多く蓄積された領域を切開し、切開した部分にあるセンチネルリンパ節を検査によって特定する。イソスルファンブルー色素は通常、リンパ節を青く染める。

### 免疫シンチグラフィー
免疫シンチグラフィーは、免疫系のタンパク質であるモノクローナル抗体に癌細胞と結合できるものを選び、抗体に99mTcを組み込んだものを使用し、注射してから数時間後に、医療機器を用いて99mTcから放出されるガンマ線を検出する。ガンマ線が強い部分に腫瘍が存在する。この技術は、腸などの見付け難い癌の検出に特に有効である。

### 赤血球標識
99mTcはスズ化合物と結合すると赤血球と結合するため、循環器疾患のマッピングに使用できる。消化管出血部位の他、駆出率、心壁運動異常、異常シャントの検出、心室造影などによく使われる。

### RIアンギオカルジオグラム・心プールシンチグラム
99mTcのピロリン酸塩は、損傷した心筋に沈着したカルシウムに付着するため、心筋梗塞後のダメージを測定するのに役立つ。

### 硫黄コロイドを用いた脾臓撮像法
99mTcの硫黄コロイドは脾臓で消去されるため、脾臓の構造を画像化することが可能である。

### メッケル憩室
過テクネチウム酸塩は、胃粘膜のムコイド細胞に活発に蓄積・分泌されるため、メッケル造影でメッケル憩室に見られるような異所性胃組織を探す際には、放射性99mTc(VII)を体内に注入する。

## 注
1. ↑  99Moは最終生成物から取り除かれるが、99mTcが崩壊してできた99Tcは、製造機の最終工程で99mTcと共に抽出される。99Tc：99mTc 比は技術的にある程度改善可能である[42]。

## 参考資料
出典
1. ↑  “99mTc tables”. Nucleide.org.   Laboratoire National Henri Becquerel (2012年1月17日). 2012年5月23日閲覧。
2. ↑  Segrè, Emilio; Seaborg, Glenn T. (1 November 1938). “Nuclear Isomerism in Element 43”. Physical Review 54 (9):  772. Bibcode: 1938PhRv...54..772S. doi:10.1103/PhysRev.54.772.2.
3. ↑  Hoffmann, Ghiorso & Seaborg 2000, pp. 15–16
4. ↑  Schwochau 2000, p. 4
5. ↑  Segrè, Emilio; Wu, Chien-Shiung (1940). “Some Fission Products of Uranium”. Physical Review 57 (6):  552. Bibcode: 1940PhRv...57..552S. doi:10.1103/PhysRev.57.552.3.
6. ↑  “Brookhaven Graphite Research Reactor”. bnl.gov. 2012年5月3日閲覧。
7. ↑  Richards, Powell (1989). Technetium-99m: The Early Days. BNL-43197 CONF-8909193-1. New York: Brookhaven National Laboratory 2012年3月3日閲覧。
8. ↑  Richards, Powell (1960). “A survey of the production at Brookhaven National Laboratory of radioisotopes for medical research”. VII Rassegna Internazionale Elettronica e Nucleare Roma:  223–244.
9. ↑  Richards, P.; Tucker, W. D.; Srivastava, S. C. (October 1982). “Technetium-99m: an historical perspective”. The International Journal of Applied Radiation and Isotopes 33 (10):  793–9. doi:10.1016/0020-708X(82)90120-X. PMID 6759417.
10. ↑  Stang, Louis G.; Richards, Powell (1964). “Tailoring the isotope to the need”. Nucleonics 22 (1). ISSN 0096-6207.
11. ↑  Herbert, R.; Kulke, W.; Shepherd, R. T. (November 1965). “The use of technetium 99m as a clinical tracer element.”. Postgraduate Medical Journal 41 (481):  656–62. doi:10.1136/pgmj.41.481.656. PMC 2483197. PMID 5840856.
12. ↑  Sorensen, Leif; Archambault, Maureen (1963). “Visualization of the liver by scanning with Mo99 (molybdate) as tracer”. The Journal of Laboratory and Clinical Medicine 62:  330–340. PMID 14057883.
13. 1 2  Wald, Matthew L. (2009年7月23日). “Radioactive Drug for Tests Is in Short Supply”. New York Times.
14. ↑  Smith, Michael (2010年2月16日). “Looming Isotope Shortage Has Clinicians Worried”. MedPage Today. 2010年2月25日閲覧。
15. ↑  Ruth, Thomas (29 January 2009). “Accelerating production of medical isotopes”. Nature 457 (7229):  536–537. Bibcode: 2009Natur.457..536R. doi:10.1038/457536a. PMID 19177112.
16. ↑  de Widt, Eric Jan (2010). “The High Flux Reactor in Petten resumes the vital roles of production of medical radioisotopes and nuclear research”. Tijdschrift voor Nucleaire Geneeskunde 32 (4):  586–591. ISSN 1381-4842 2012年4月27日閲覧。.
17. ↑  Thomas, G. S.; Maddahi, J. (December 2010). “The Technetium Shortage”. Journal of Nuclear Cardiology 17 (6):  993–8. doi:10.1007/s12350-010-9281-8. PMID 20717761.
18. ↑  http://www.columbiatribune.com/news/20180810/business-seeks-tax-break-to-build-108m-facility
19. ↑  National Research Council 2009, p. 34
20. ↑  Raloff, Janet (2009). “Desperately Seeking Moly”. Science News 176 (7):  16–20. doi:10.1002/scin.5591760717.
21. ↑  “The Licensing for Decommissioning of Research Reactors in Indonesia of Research Reactors in Indonesia”. Iaea.org. 2012年4月26日閲覧。
22. ↑  “Centro Atómico Ezeiza”. CNEA.gob.ar. 2012年4月26日閲覧。
23. ↑  “REAKTOR LVR-15” (チェコ語). 2012年5月11日閲覧。
24. ↑  US 3382152, Ephraim Lieberman, "Production of high purity radioactive isotopes", issued May 7, 1968,  assigned to Union Carbide Corporation
25. ↑  Our Work: Nuclear Fuel Cycle and Materials Section
26. ↑  Beaver, J. E.; Hupf, H.B. (November 1971). “Production of 99mTc on a Medical Cyclotron: a Feasibility Study”. Journal of Nuclear Medicine 12 (11):  739–41. PMID 5113635.
27. ↑  Schaffer1, P. (2015). “Direct Production of 99mTc via 100Mo(p,2n) on Small Medical Cyclotrons”. Physics Procedia 66:  383–395. Bibcode: 2015PhPro..66..383S. doi:10.1016/j.phpro.2015.05.048.
28. ↑  Alary, Bryan (2013年7月2日). “Cyclotron facility revolutionizes medical isotope manufacturing”.   University of Alberta. 2013年7月6日閲覧。
29. ↑  Lougheed, Tim (20 June 2013). “Cyclotron production of medical isotopes scales up”. CMAJ (Ottawa: Canadian Medical Association) 185 (11):  947. doi:10.1503/cmaj.109-4525. ISSN 1488-2329. PMC 3735742. PMID 23798456.  オリジナルの6 July 2013時点におけるアーカイブ。 2013年7月6日閲覧。.
30. ↑  Qaim, S. M.; Sudár, S.; Scholten, B.; Koning, A. J.; Coenen, H. H. (2014-02-01). “Evaluation of excitation functions of 100Mo(p,d+pn)99Mo and 100Mo (p,2n)99mTc reactions: Estimation of long-lived Tc-impurity and its implication on the specific activity of cyclotron-produced 99mTc” (英語). Applied Radiation and Isotopes 85:  101–113. doi:10.1016/j.apradiso.2013.10.004. ISSN 0969-8043. PMID 24389533.
31. ↑  Wolterbeek, Bert; Kloosterman, Jan Leen; Lathouwers, Danny; Rohde, Martin; Winkelman, August; Frima, Lodewijk; Wols, Frank (2014-11-01). “What is wise in the production of 99Mo? A comparison of eight possible production routes” (英語). Journal of Radioanalytical and Nuclear Chemistry 302 (2):  773–779. doi:10.1007/s10967-014-3188-9. ISSN 1588-2780.
32. ↑  Scholten, Bernhard; Lambrecht, Richard M.; Cogneau, Michel; Vera Ruiz, Hernan; Qaim, Syed M. (25 May 1999). “Excitation functions for the cyclotron production of 99mTc and 99Mo”. Applied Radiation and Isotopes 51 (1):  69–80. doi:10.1016/S0969-8043(98)00153-5.
33. ↑  Takács, S.; Szűcs, Z.; Tárkányi, F.; Hermanne, A.; Sonck, M. (1 January 2003). “Evaluation of proton induced reactions on 100Mo: New cross sections for production of 99mTc and 99Mo”. Journal of Radioanalytical and Nuclear Chemistry 257 (1):  195–201. doi:10.1023/A:1024790520036.
34. ↑  Celler, A.; Hou, X.; Bénard, F.; Ruth, T. (7 September 2011). “Theoretical modeling of yields for proton-induced reactions on natural and enriched molybdenum targets”. Physics in Medicine and Biology 56 (17):  5469–5484. Bibcode: 2011PMB....56.5469C. doi:10.1088/0031-9155/56/17/002. PMID 21813960.
35. ↑  Martin, T. Michael; Harahsheh, Talal; Munoz, Benjamin; Hamoui, Zaher; Clanton, Ryan; Douglas, Jordan; Brown, Peter; Akabani, Gamal (2017-11-01). “Production of 99Mo/99mTc via photoneutron reaction using natural molybdenum and enriched 100Mo: part 1, theoretical analysis” (英語). Journal of Radioanalytical and Nuclear Chemistry 314 (2):  1051–1062. doi:10.1007/s10967-017-5455-z. ISSN 1588-2780.
36. ↑  Nagai, Yasuki; Hatsukawa, Yuichi (2009-03-10). “Production of 99Mo for Nuclear Medicine by 100Mo(n,2n)99Mo”. Journal of the Physical Society of Japan 78 (3):  033201. Bibcode: 2009JPSJ...78c3201N. doi:10.1143/JPSJ.78.033201. ISSN 0031-9015.
37. ↑  Capogni, M.; Pietropaolo, A.; Quintieri, L.; Fazio, A.; Pillon, M.; De Felice, P.; Pizzuto, A. (2018). “14 MeV neutrons for medical application: a scientific case for 99Mo/99Tcm production”. Journal of Physics: Conference Series 1021:  012038. doi:10.1088/1742-6596/1021/1/012038 2020年11月16日閲覧。.
38. ↑  Ohta, Masayuki; Kwon, Saerom; Sato, Satoshi; Ochiai, Kentaro; Suzuki, Hiromitsu (2018-05-01). “Investigation of 99Mo radioisotope production by d-Li neutron source” (英語). Nuclear Materials and Energy 15:  261–266. doi:10.1016/j.nme.2018.05.017. ISSN 2352-1791.
39. ↑  Takahashi, Naruto; Nakai, Kozi; Shinohara, Atsushi; Htazawa, Jun; Nakamura, Masanobu; Fukuda, Mitsuhiro; Hatanaka, Kichiji; Morikawa, Yasumasa et al. (2012-05-01). “Production of 99Mo-99mTc by using spallation neutron” (英語). Journal of Nuclear Medicine 53 (supplement 1):  1475. ISSN 0161-5505.
40. ↑  Gagnon, K.; Wilson, J. S.; Holt, C. M. B.; Abrams, D. N.; McEwan, A. J. B.; Mitlin, D.; McQuarrie, S. A. (2012-08-01). “Cyclotron production of 99mTc: Recycling of enriched 100Mo metal targets” (英語). Applied Radiation and Isotopes 70 (8):  1685–1690. doi:10.1016/j.apradiso.2012.04.016. ISSN 0969-8043. PMID 22750197.
41. ↑  Tkac, Peter; Vandegrift, George F. (2016-04-01). “Recycle of enriched Mo targets for economic production of 99Mo/99mTc medical isotope without use of enriched uranium” (英語). Journal of Radioanalytical and Nuclear Chemistry 308 (1):  205–212. doi:10.1007/s10967-015-4357-1. ISSN 1588-2780. OSTI 1399098.
42. ↑  Moore, P. W. (April 1984). “Technetium-99 in generator systems.”. Journal of Nuclear Medicine 25 (4):  499–502. PMID 6100549 2012年5月11日閲覧。.
43. ↑  Dilworth, Jonathan R.; Parrott, Suzanne J. (1998). “The biomedical chemistry of technetium and rhenium”. Chemical Society Reviews 27:  43–55. doi:10.1039/a827043z.
44. ↑  Shaw, Ken B. (Spring 1985). “Worker Exposures: How Much in the UK?”. IAEA Bulletin.  オリジナルの2011年9月5日時点におけるアーカイブ。 2012年5月19日閲覧。
45. 1 2  Eckelman, William C. (2009). “Unparalleled Contribution of Technetium-99m to Medicine Over 5 Decades”. JACC: Cardiovascular Imaging 2 (3):  364–368. doi:10.1016/j.jcmg.2008.12.013. PMID 19356582 2012年4月18日閲覧。. Historical perspective, full text
46. ↑  Eckelman, William C.; Richards, Powell (December 1970). “Instant 99mTc-DTPA.”. Journal of Nuclear Medicine 11 (12):  761. PMID 5490410 2012年7月21日閲覧。.
47. ↑  Molinski, Victor J. (1 October 1982). “A review of 99mTc generator technology”. The International Journal of Applied Radiation and Isotopes 33 (10):  811–819. doi:10.1016/0020-708X(82)90122-3.
48. ↑  International Atomic Energy Agency (2008). Technetium-99m Radiopharmaceuticals: Manufacture of Kits. Vienna. ISBN 9789201004086 2012年7月21日閲覧。
49. ↑  Schwochau 2000, p. 414
50. ↑  Alberto, Roger; Nadeem, Qaisar (2021). “Chapter 7. 99m Technetium-Based Imaging Agents and Developments in 99Tc Chemistry”. Metal Ions in Bio-Imaging Techniques. Springer. pp. 195-238. doi:10.1515/9783110685701-013
51. ↑  Squibb, B.-M.. “Cardialite kit for the preparation of Technetium 99m Sestamibi for injection, Prescribing information, April 2008”.   Food and Drug Administration. 2009年9月3日閲覧。
52. ↑  “Neurolite (bicisate dihydrochloride)”.   National Institutes of Health. 2009年11月11日閲覧。
53. ↑  Bedetti, G.; Pizzi, C.; Gavaruzzi, G.; Lugaresi, F.; Cicognani, A.; Picano, E. (2008). “Suboptimal awareness of radiologic dose among patients undergoing cardiac stress scintigraphy”. J Am Coll Radiol 5 (2):  126–31. doi:10.1016/j.jacr.2007.07.020. PMID 18242529.
54. ↑  Committee to Assess the Health Risks from Exposure to Low Levels of Ionizing Radiation, BEIR VII, National Research Council.
Health Risks From Exposure to Low Levels of Ionizing Radiation. Washington, DC: National Academies Press; 2006
55. ↑  Fahey, Frederic H.; Treves, S. Ted; Adelstein, S. James (1 August 2011). “Minimizing and Communicating Radiation Risk in Pediatric Nuclear Medicine”. Journal of Nuclear Medicine Technology 52 (8):  1240–1251. doi:10.2967/jnumed.109.069609.
56. 1 2  http://www.xrayrisk.com/calculator/calculator-normal-studies.php
57. 1 2  Merck manuals > Radionuclide Imaging Last full review/revision May 2009 by Michael J. Shea, MD. Content last modified May 2009
58. ↑  Gershenwald, J. E.; Ross, M. I. (2011-05-05). “Sentinel-Lymph-Node Biopsy for Cutaneous Melanoma”. New England Journal of Medicine 364 (18):  1738–1745. doi:10.1056/NEJMct1002967. ISSN 0028-4793. PMID 21542744.
59. ↑  “テクネピロリン酸キット 添付文書”. www.info.pmda.go.jp.   PMDA. 2021年5月3日閲覧。
60. ↑  Rimshaw 1968, pp. 689–693
61. ↑  Nuclear Imaging of Meckel's Diverticulum: A Pictorial Essay of Pitfalls  Archived 2012-01-17 at the Wayback Machine. S. Huynh, M.D., R. Amin, M.D., B. Barron, M.D., R. Dhekne, M.D., P. Nikolaidis, M.D., L. Lamki, M.D.. University of Texas Houston Medical School and Memorial Hermann - Texas Medical Center (TMC), St. Luke's Episcopal Hospital and Texas Children Hospital, Houston, Texas. Last Modified September 5, 2007
62. ↑  Diamond, Robert; Rothstein, Robin; Alavi, Abass (1991). “The Role of Cimetidine-Enhanced Technetium 99m-Pertechnetate Imaging for Visualizing Meckel's Diverticulum”. The Journal of Nuclear Medicine 32 (7):  1422–1424.

参考文献
- Atomic Energy of Canada Limited (1997). Canada enters the nuclear age a technical history of Atomic Energy of Canada Limited. Montréal: McGill-Queen's University Press. ISBN 978-0-7735-1601-4 2012年4月18日閲覧。
- Emsley, John (2001). Nature's Building Blocks: An A-Z Guide to the Elements. New York: Oxford University Press. ISBN 978-0-19-850340-8
- Hoffmann, Darleane; Ghiorso, Albert; Seaborg, Glenn T. (2000). “Chapter 1.2: Early Days at the Berkeley Radiation Laboratory”. The Transuranium People: The Inside Story. University of California, Berkeley & Lawrence Berkeley National Laboratory. Bibcode: 2000tpis.book.....H. ISBN 978-1-86094-087-3
- Litt, Paul (2000). Isotopes and innovation MDS Nordion's first fifty years, 1946-1996. Montreal: McGill-Queen's University Press. ISBN 978-0-7735-2082-0 2012年4月18日閲覧。
- National Research Council (2009). Medical Isotope Production Without Highly Enriched Uranium. National Academies Press. ISBN 978-0-309-13039-4
- Rimshaw, S. J. (1968). Hampel, Cifford A.. ed. The Encyclopedia of the Chemical Elements. New York: Reinhold Book Corporation
- Schwochau, Klaus (2000). Technetium: Chemistry and Radiopharmaceutical Applications. New York: Wiley. ISBN 978-3-527-29496-1

## 関連文献
- P. Saraswathy, A.C. Dey, S.K. Sarkar, C. Koth, alkar, P. Naskar, G. Arjun, S.S. Arora, A.K.Kohli, V. Meera, V.Venugopal and N.Ramamoorthy (2007). “99mTc generators for clinical use based on zirconium molybdate gel and (n, gamma) produced 99 Mo: Indian experience in the development and deployment of indigenous technology and processing facilities”. Proceedings of the 2007 International RERTR Meeting.
- Iturralde, Mario P. (1 December 1996). “Molybdenum-99 production in South Africa”. European Journal of Nuclear Medicine 23 (12):  1681–1687. doi:10.1007/BF01249633.
- Hansell, Cristina (1 July 2008). “Nuclear Medicine's Double Hazard: Imperiled Treatment and the Risk of Terrorism”. The Nonproliferation Review 15 (2):  185–208. doi:10.1080/10736700802117270 2012年5月24日閲覧。.